# Vietnamobile
Vietnamobile — вьетнамский оператор мобильной связи, совместное предприятие государственной компании Hanoi Telecom (50 %) и гонконгской группы Hutchison Asia Telecom Group (49 %). Штаб-квартира расположена в Ханое. Является четвёртым по числу клиентов мобильным оператором страны (после государственных компаний Viettel Mobile, Vinaphone и MobiFone). 
Предоставляет услуги преимущественно в крупных городах Вьетнама — Ханое, Хошимине и Дананге (мобильная связь, мобильный интернет, онлайн-телевидение). Код Vietnamobile — 092. Основное сетевое оборудование — Ericsson и Huawei.

## История
Компания HT Mobile была основана в 2007 году как совместное предприятие Hanoi Telecom и гонконгской группы Hutchison Asia Telecom Group. В 2009 году была переименована в Vietnamobile. Тогда же перешла с технологии CDMA на более популярный стандарт GSM. С конца 2011 года начала предоставлять услуги 3G.
В 2014 году Vietnamobile стала официальным партнёром лондонского футбольного клуба «Челси» по предоставлению услуг мобильной связи во Вьетнаме.
Конечным совладельцем Vietnamobile является производитель электроники Hanel, которому, кроме Hanoi Telecom, принадлежат Daewoo Hotel в районе Бадинь и несколько объектов недвижимости в районе Лонгбьен. Основными акционерами Hanel являются VietTien Engineering (36 %), Народный комитет Ханоя (29 %) и сингапурская группа Sebrina Holdings (25 %).